# Distrito electoral de Shell Creek (condado de Madison, Nebraska)
Shell Creek (en inglés: Shell Creek Precinct) es un distrito electoral ubicado en el condado de Madison en el estado estadounidense de Nebraska. En el censo de 2010 tenía una población de 147 habitantes y una densidad poblacional de 1,6 personas por km².

## Geografía
Shell Creek se encuentra ubicado en las coordenadas 41°47′32″N 97°46′6″O / 41.79222, -97.76833. Según la Oficina del Censo de los Estados Unidos, Shell Creek tiene una superficie total de 91.71 km², de la cual 91.64 km² corresponden a tierra firme y (0.07%) 0.07 km² es agua.

## Demografía
Según el censo de 2010, había 147 personas residiendo en Shell Creek. La densidad de población era de 1,6 hab./km². De los 147 habitantes, Shell Creek estaba compuesto por el 89.8% blancos, el 0% eran afroamericanos, el 0% eran amerindios, el 0% eran asiáticos, el 0% eran isleños del Pacífico, el 1.36% eran de otras razas y el 8.84% pertenecían a dos o más razas. Del total de la población el 6.8% eran hispanos o latinos de cualquier raza.